# Villa Tunari (gemeente)
Villa Tunari is een gemeente (municipio) in de Boliviaanse provincie Chapare in het departement Cochabamba. De gemeente telt naar schatting 78.013 inwoners (2018). De hoofdplaats is Villa Tunari met 2510 inwoners.

## Indeling
De gemeente bestaat uit de volgende kantons:
- Cantón Mendoza
- Cantón Paracti
- Cantón Villa Tunari